# Marwan Fares
Marwan Fares Fares (ur. w 1947 r.) – libański polityk, katolik-melchita, wykładowca literatury francuskiej na Uniwersytecie Libańskim, wielokrotny deputowany libańskiego parlamentu z okręgu Baalbek-Hirmil, związany od 1969 r. z Syryjską Partią Socjalno-Narodową.